# Silnice I/37
Die Silnice I/37 (tschechisch für: „Straße I. Klasse 37“) ist eine tschechische Staatsstraße (Straße I. Klasse), die von zwei unterschiedenen Abschnitten gebildet wird. 

## Nördlicher Teilabschnitt

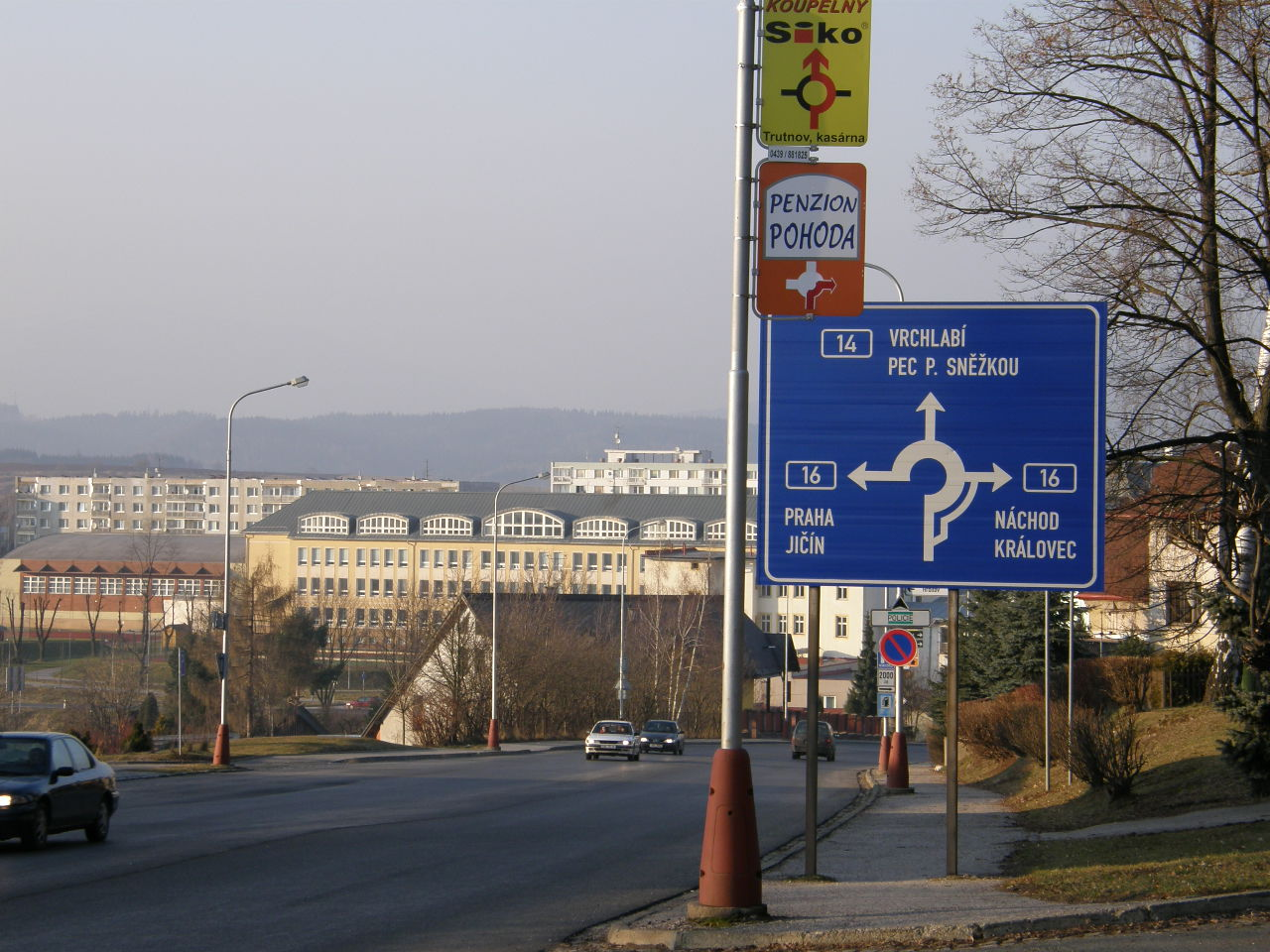
Die I/37 vor der Einmündung in die Straßen I/14 und //16 in Trutnov (Zustand 2008)

Der nördliche Teilabschnitt der Straße zweigt  in Jaroměř (Jermer) von der Silnice I/33 ab und verläuft von dort in nördlicher Richtung nach  Trutnov (Trautenau); er endet an der Silnice I/14. Die Länge dieses Abschnitts beträgt rund 27 Kilometer.

## Südlicher Teilabschnitt
Der südliche Teilabschnitt nimmt seinen Ausgangspunkt an der Ringstraße Silnice I/31 in Hradec Králové (Königgrätz) und führt von dort in südlicher Richtung über Pardubice (Pardubitz) und Chrudim, wo er die Silnice I/17 kreuzt, und Ždírec nad Doubravou (Zdiretz), wo die Silnice I/34 gekreuzt wird, sowie weiter in südöstlicher Richtung über Žďár nad Sázavou (Saar). Hier kreuzt die Silnice I/19. Die Silnice I/37 setzt ihren Verlauf nach Velká Bíteš (Groß Bittesch, 1940 bis 1945 Heinrichs) fort und endet einen Kilometer hinter dieser Stadt an der Anschlussstelle 162 der Autobahn Dálnice 1 (zugleich Europastraße 50 und Europastraße 65). Die Länge dieses Abschnitts beträgt rund 123 Kilometer.

## Geschichte
Der Straßenverlauf des nördlichen Teilabschnitts stimmt mit dem eines Teilabschnitts der deutschen Reichsstraße 154 von 1940 bis 1945 überein, der des südlichen Teilabschnitts von Hradec Králové bis Ždírec nad Doubravou mit dem der Reichsstraße 367.
Die Gesamtlänge der Straße wird mit rund 145 Kilometer angegeben.